# Rhizotrogus lejeuni
Rhizotrogus lejeuni är en skalbaggsart som beskrevs av Leon Fairmaire 1860. Rhizotrogus lejeuni ingår i släktet Rhizotrogus och familjen Melolonthidae. Inga underarter finns listade i Catalogue of Life.